# Saguinus inustus
Saguinus inustus é uma espécie de macaco do Novo Mundo que ocorre na Amazônia brasileira e colombiana: ocorre entre os rios Negro e Japurá, e na Colômbia, entre os rios Apaporis e Guaviari. Seu estado de conservação é desconhecido, mas unidades de conservação bem consolidadas, como o Parque Nacional do Jaú, estão dentro de sua área de distribuição geográfica.